# Camila de Castro
Camila de Castro, nacida como Alessandro Caetano Kothenborger, (Santo André, São Paulo; 20 de abril de 1979 - São Paulo; 26 de julio de 2005) fue una reconocida actriz pornográfica transexual y modelo brasileña.
Trabajó para diversos fotógrafos y tenía un apartado publicitario fijo en el programa Superpop de la televisión de brasileña. Fue un icono para la comunidad LGBT de su país. Antes de morir, estaba en negociaciones para ser la presentadora de un reality televisivo[cita requerida].
Se suicidó mientras estaba bajo los efectos del exceso de drogas, el 26 de julio de 2005, saltando de la ventana de un edificio.

## Filmografía
Camilla apareció en las siguientes películas para adultos:
- Big Ass She-Male Road Trip
- Females & She-Males Only, Vol. 7
- Freaky She-Male Farmgirls
- My Girlfriend's Cock #2
- Naughty Transsexual Nurses
- Perrfect 10
- Rogue Adventures #10
- Sneaky She-Males
- Teenage Transsexual Nurses 3
- TGirl Fantasies, Vol. 5
- Trans Amoe 12
- Transposed